# Parafia Podwyższenia Krzyża Świętego w Hruzdowie
Parafia Podwyższenia Krzyża Świętego w Hruzdowie (biał. Парафія Узвышэння Святога Крыжа y Груздавe) – parafia rzymskokatolicka w Hruzdowie. Należy do dekanatu postawskiego diecezji witebskiej. Została wydzielona z parafii w Łuczaju. 

## Historia
W 1618 staraniem parafian w Hruzdowie wybudowano drewnianą świątynię. W 1863 roku kaplica w Hruzdowie podlegała parafii w Łuczaju. W 1934 roku parafia liczyła 3470 wiernych. W 1938 roku parafia leżała w dekanacie nadwilejskim, posiadała kaplicę w miejscowości Kubarki. Podczas II wojny światowej spłonął kościół parafialny. 
W latach 1999 rozpoczęto przebudowę administracyjnego budynku na kościół parafialny, który został poświęcony przez bpa Władysława Blina 28 lipca 2001 roku

## Obszar
W 2004 roku na obszarze parafii leżały miejscowości: Hruzdowo, Ożarewo, Ożarce, Packowicze, Gajuci, Pożarce, Łaszkowo, Kowale, Wiesztorty, Kurdy, Daszczlanki, Sokoły, Rylki, Simany, Zabłocie, Żelazowszczyzna, Śliżewo, Płaksy. 

## Proboszczowie parafii
| imię i nazwisko                                             | daty urzędowania |
| ----------------------------------------------------------- | ---------------- |
| ks. Jan Sławiński                                           | 1928–1934        |
| ks. Norbert Budziłas                                        | 1935–1936        |
| ks. Giedymin Pilecki                                        | 1936–1938        |
| ks. Krzysztof Siłkowski SCJ (dojazdy z parafii w Postawach) | 1999–2003        |
| ks. Andrzej Wodniak SCJ (dojazdy z parafii w Postawach)     | 2003-2004        |
| ks. Andrzej Bulczak                                         |                  |

## Galeria

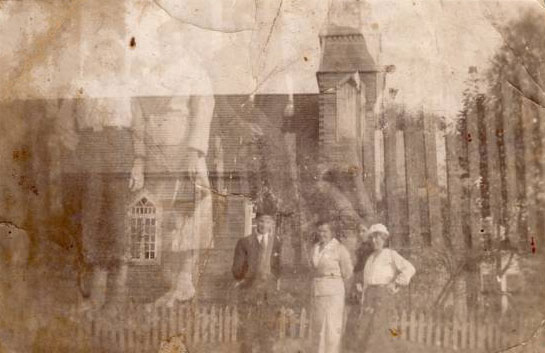
Fasada boczna kościoła w 1930 roku
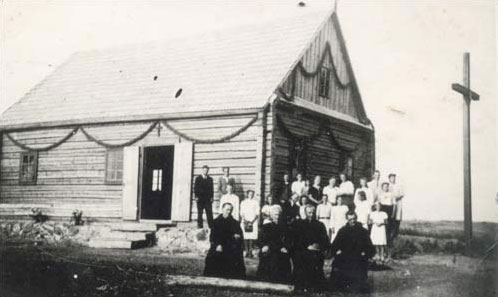
Nowy kościół? przed II wojną światową